# Coralliophila schioettei
Coralliophila schioettei is een slakkensoort uit de familie van de Muricidae. De wetenschappelijke naam van de soort is voor het eerst geldig gepubliceerd in 2000 door Smriglio & Mariottini.